# تالین‌فیلم
تالین‌فیلم (استونیایی: Tallinnfilm) قدیمی‌ترین استودیوی فیلم در استونی است که در سال ۱۹۳۱ تأسیس شده‌است. این استودیو پس از پیوستن استونی به شوروی در سال ۱۹۴۰ ملی اعلام شد.